# Дмитрівська вулиця (Київ)
Дми́трівська ву́лиця — вулиця в Шевченківському районі міста Києва, місцевості Євбаз,  Солдатська слобідка, Лук'янівка. Пролягає від Галицької площі до Лук'янівської площі.
Прилучаються бульвар Тараса Шевченка, вулиці Олеся Гончара, Бульварно-Кудрявська, Павлівська, Річкова, Полтавська, Глібова, В'ячеслава Чорновола, Вільгельма Котарбінського, Коперника і Дегтярівська.

## Історія
Вулицю було прокладено під сучасною назвою в період між 1838 та 1849 роками. Назва, за однією з версій, походить від прізвища київського купця Дмитрієва, який проживав у цьому районі. З 1939 року мала назву вулиця Менжинського, на честь радянського державного і партійного діяча В'ячеслава Менжинського (назву підтверджено 1944 року). Історичну назву вулиці відновлено 1993 року.
Починаючи з 1910 року вулицею пролягла трамвайна лінія.

## Забудова
Вулиця почала забудовуватися в другій половині XIX століття, переважно одно- та двоповерховими «зразковими» будинками. Більшу частину старої забудови було знесено в 1980-х роках. Залишилися старі будинки № 19-А та 19-Б (1901–1902 роки, архітектор Андрій-Фердінанд Краусс[джерело?], стиль «історизм»), 21, 23, 23-Б, 25, 33 (прибутковий будинок), 35-А (кінець XIX — початок XX століття, еклектичний стиль), 37 (1910-ті роки), 39 (колишня ковбасна фабрика Карла Бульйона, архітектор Олександр Кривошеєв), 52 (1903 рік, «ренесанс)», 54, 58, 62/20 (1912—1913), 64 (початок XX століття), 78, 102, 102-А і 104.
У 1990-х — 2000-х роках вулиця була забудована багатоповерховими житловими будинками.
Впродовж 20-31 травня 2016 року було зруйновано будинок № 60/19.
Дерев'яний будинок № 23-А (1830-ті рр., колишні крамарні Євбазу), один із найстаріших на вулиці, двічі зазнавав пожеж: восени 2021 і 28 серпня 2023 року. На його місці забудовник планує звести житловий комплекс («клубний будинок»).

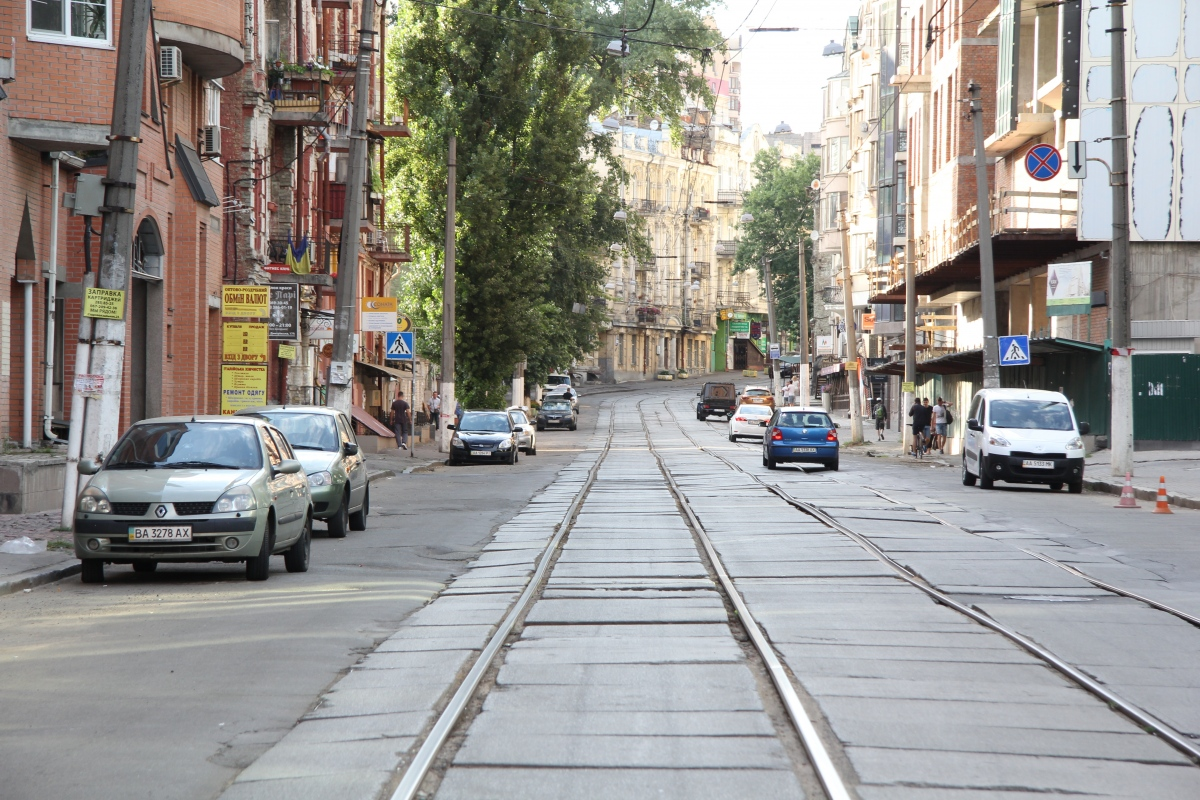
Трамвайна лінія на вулиці
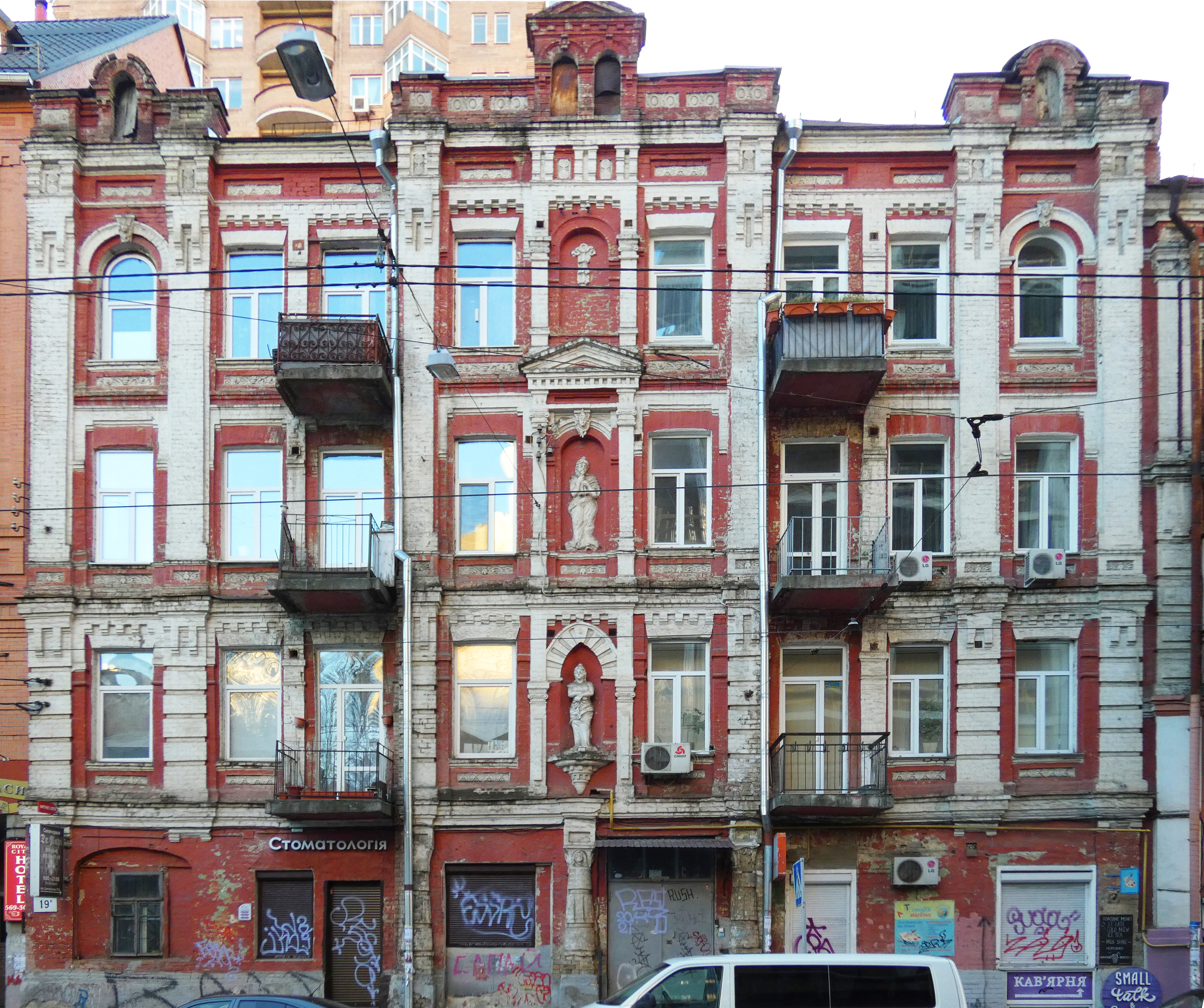
Будинок 19-Б
Будинки 21-А (на передньому плані) і 21-Б, середина (?) ХІХ ст. Фото 2009
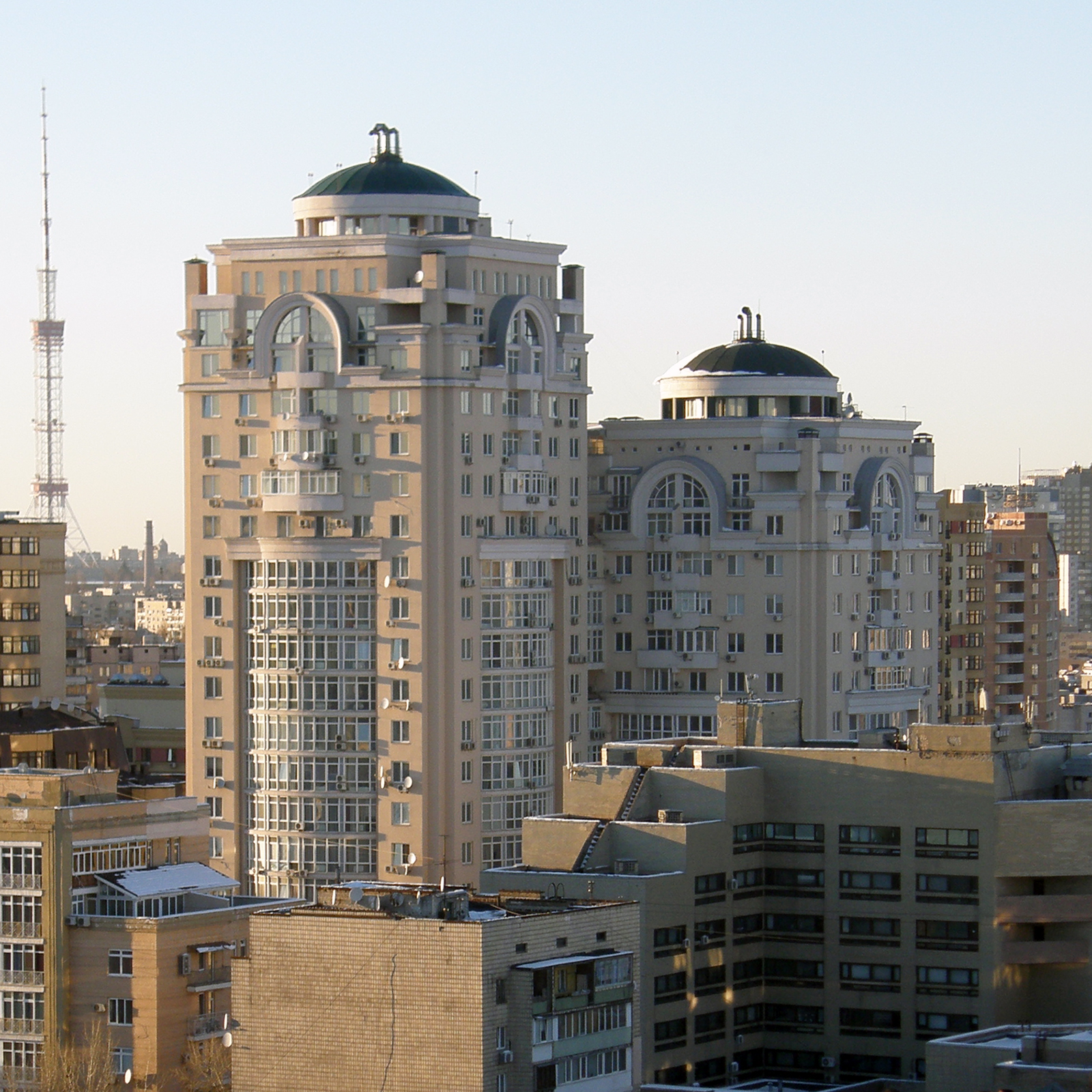
№№ 80 і 82
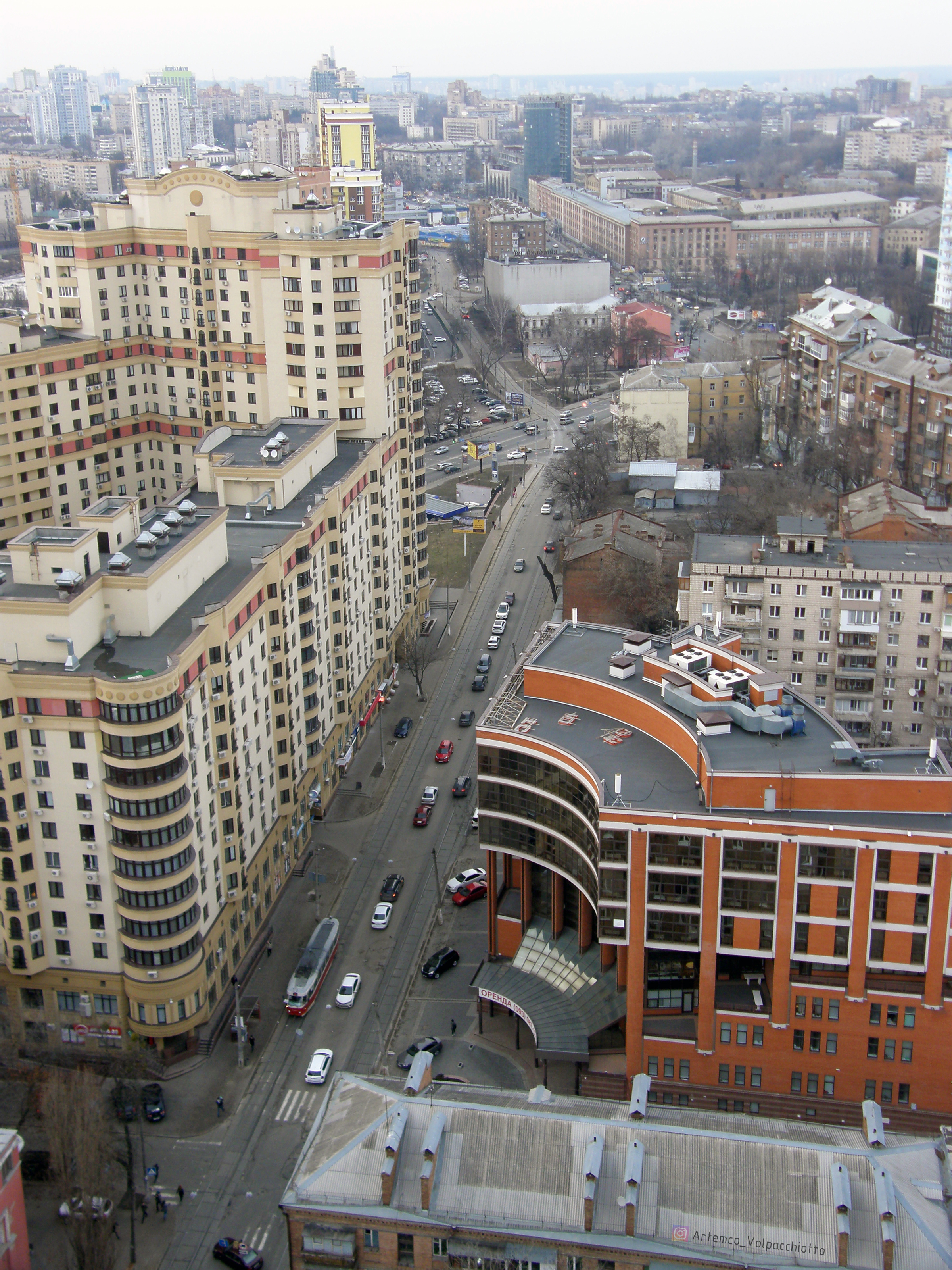
вул. Дмитрівська від вул. Павлівської до кінця
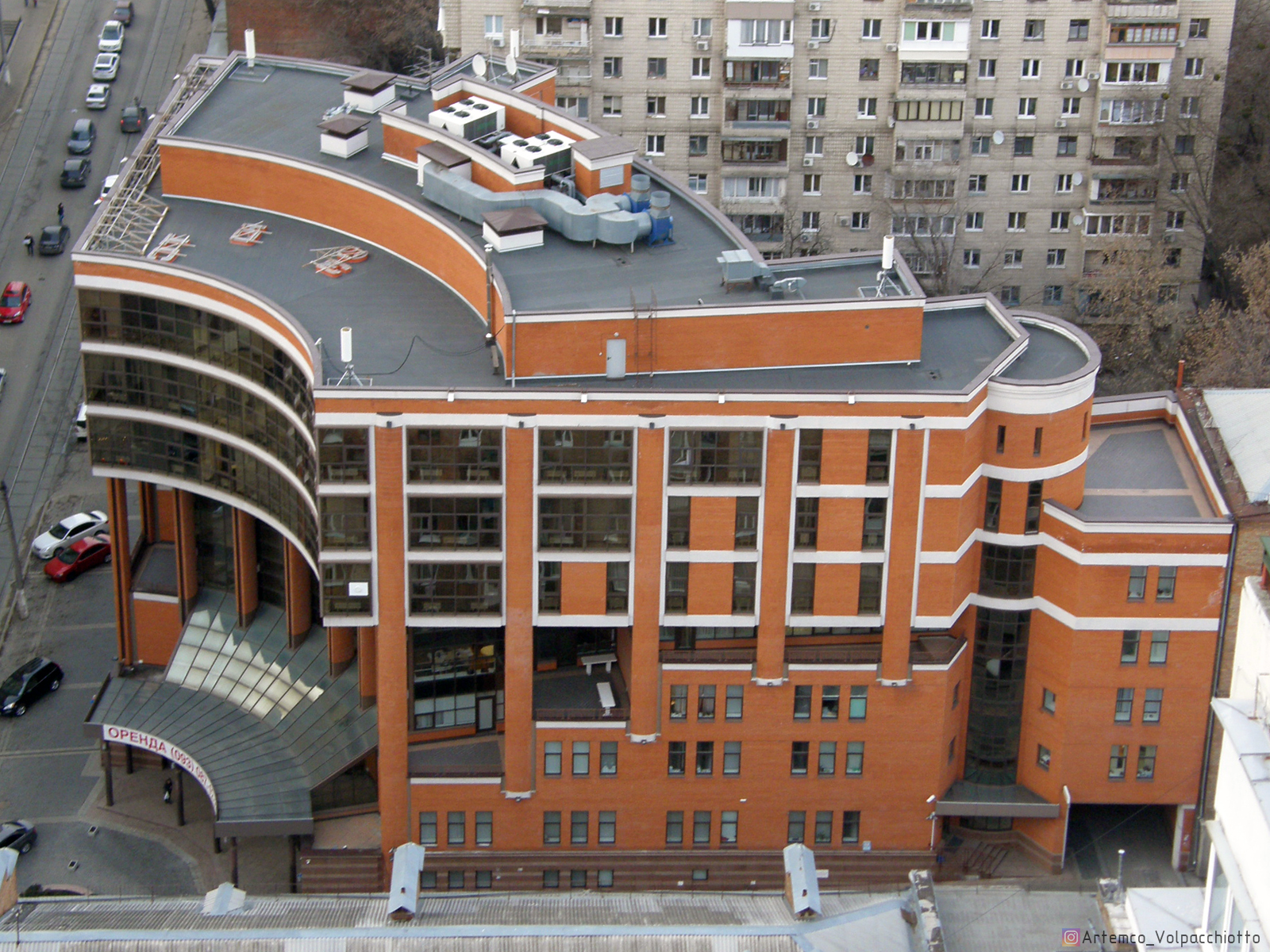
офісна будівля № 92-94
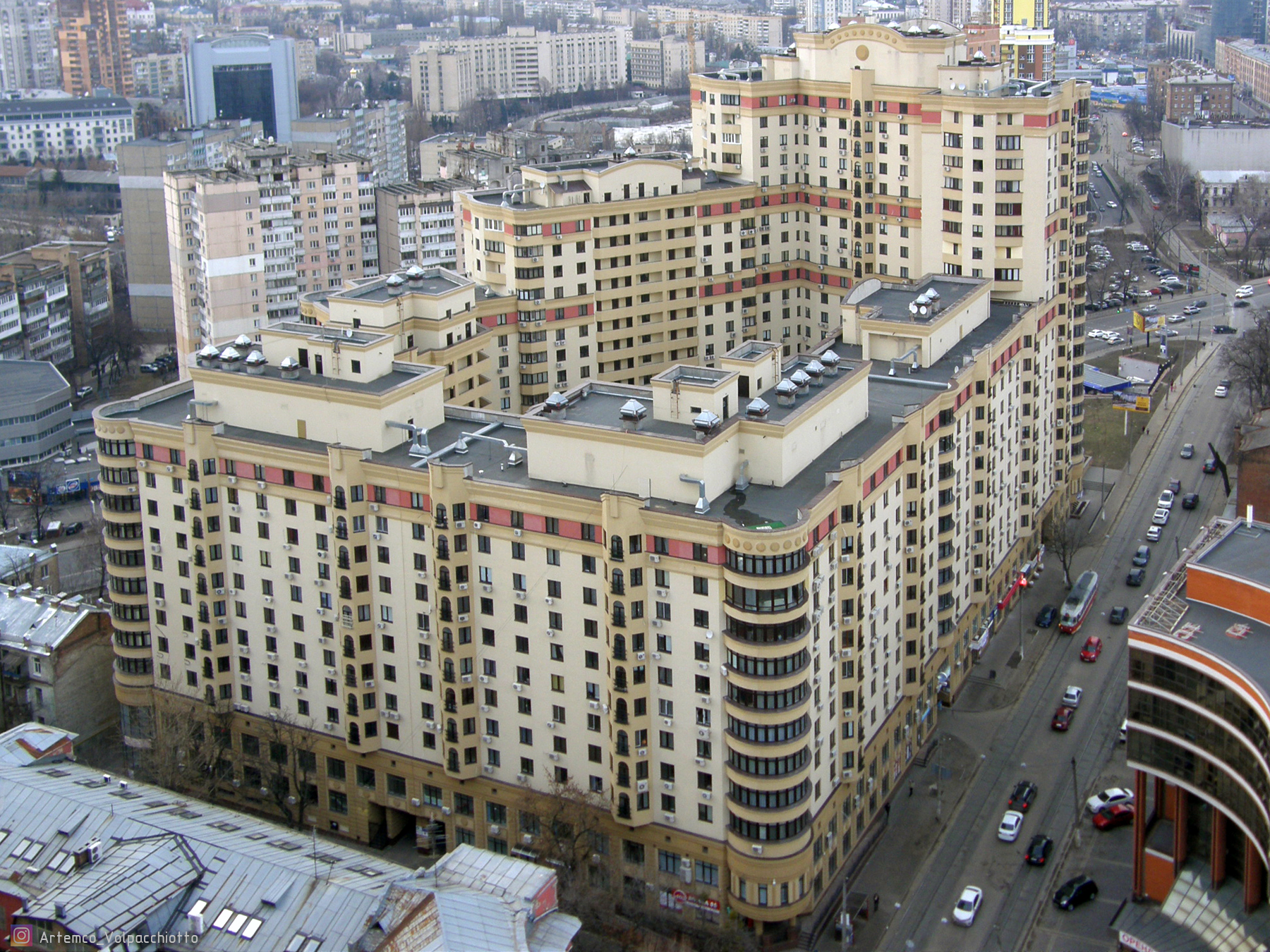
3 квартал ЖК «Золотоустівський» (вул. Полтавська, 10 і вул. Дмитрівська, 75)
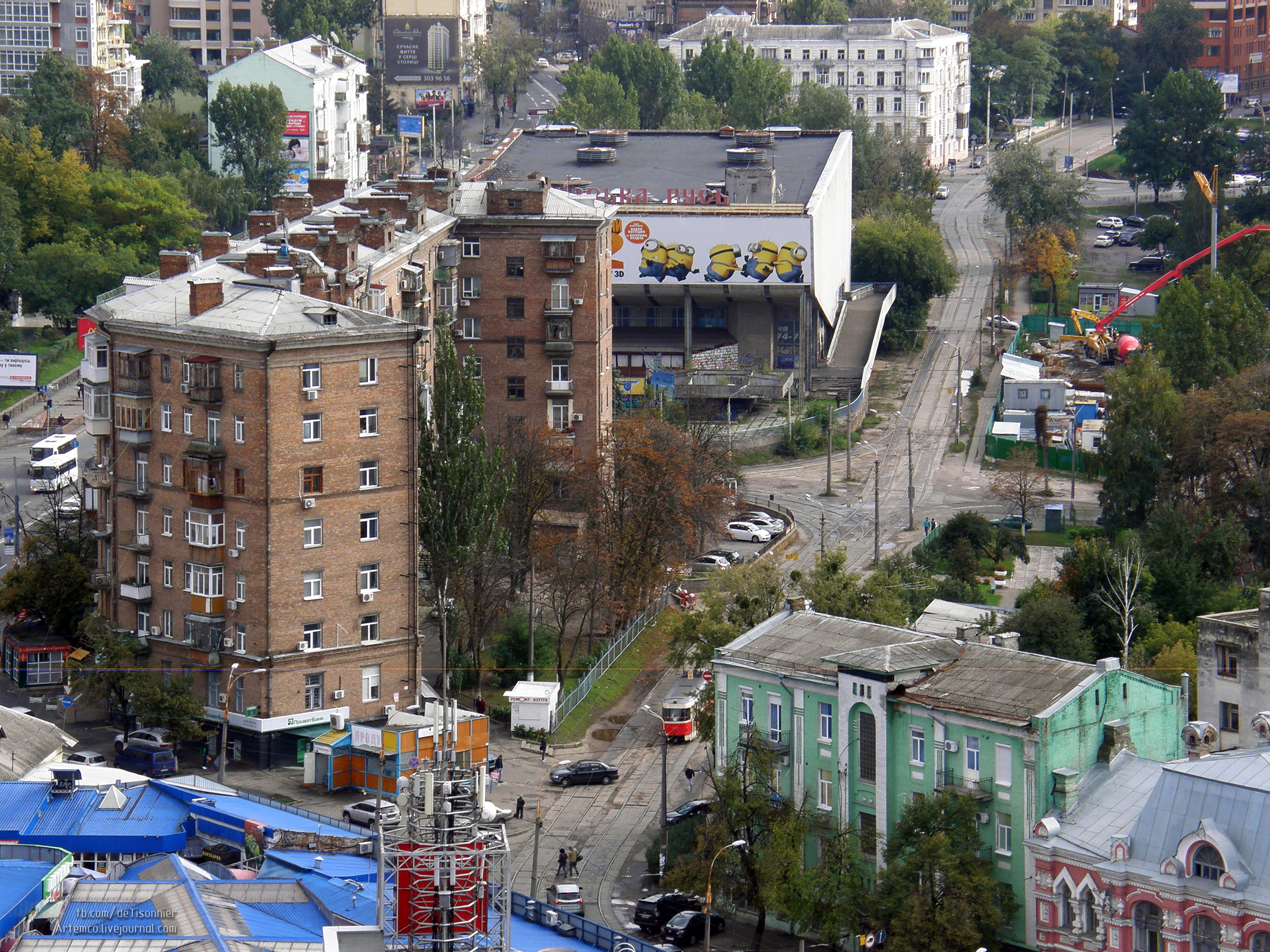
Кінцева частина вулиці

## Установи та заклади
- Почесне консульство Беніну (буд. № 9-11)
- Посольство Кіпру в Україні (буд. № 18/24)
- Будинок артистів цирку (буд. № 27)
- Телеканал «Інтер» (буд. № 30)
- Київський міжгалузевий інститут підвищення кваліфікації (буд. № 71)